# Regina Daniels
Regina Daniels, née le 10 octobre 2000 à Asaba au Nigeria, est une actrice nigériane tournant depuis 2008 à Nollywood. Elle est surtout connue pour son rôle dans des films comme Pretty Girl. Le 26 mai 2019, elle se marie, à 19 ans, avec le milliardaire nigérian Ned Nwoko, âgé de 59 ans.

## Biographie
Regina Daniels naît le 10 octobre 2000 à Asaba au Nigéria. Elle commence à jouer à l'âge de sept ans, soutenue par sa mère, Rita Daniels, elle-même actrice. Elle est également encouragée par ses frères et sœurs. Son premier film, Marriage of Sorrow, lui rapporte 10 000 nairas nigérians. En 2010, elle joue dans Miracle child, production hollywoodienne. 
En janvier 2019, Daniels est nommée coordinatrice, pour la campagne électorale de Atiku Abubakar, auprès des jeunes à Nollywood. En février 2020, elle lance un magazine qui porte son nom dans un hôtel d'Abuja. 

### Allégation de cybercriminalité et fraude
Le 20 novembre 2017, Regina Daniels est impliquée dans l'obtention déloyale de photos intimes d'une actrice aspirante. Dans un message publié par la blogueuse nigériane Amanda Chisom sur Facebook, la victime affirme qu'elle avait envoyé des photos intimes à Regina Daniels et que Daniels lui avait demandé de rencontrer un producteur de film qui la formerait au métier d'actrice. Après cette réunion, la supposée Regina Daniels aurait été prise de colère contre la victime, incitant la future actrice à s'offrir au producteur. Le 22 novembre 2017, Regina Daniels a nié toutes les allégations, déclarant qu'un fan utilisait son nom pour duper la victime. Le 23 novembre 2017, l'usurpateur est arrêté par la police et Regina Daniels disculpée.

## Vie privée

### Mariage avec Ned Nwoko
Le 1er avril 2019 le site web d'actualités e-Nigeria! écrit que Ned Nwoko apportait un soutien financier à Regina Daniels. La publication est devenue virale et a été citée par de nombreux sites d'information au Nigeria. Daniels est alors  largement critiquée par les fans et les Nigérians pour son mariage présumé avec le milliardaire de 59 ans. L'actrice et influenceuse Etinosa Idemudia, en réponse aux critiques, répond sur les réseaux sociaux qu'elle considérait comme un honneur le fait que Regina Daniels devienne la 6e épouse du sénateur élu au lieu d'être cantonnée à un rôle de maîtresse. Le 27 avril 2019, Ned Nwoko obtient un doctorat honorifique de l'Université fédérale des ressources pétrolières Effurun. À cette occasion, le chanteur Harrysong donne un concert pendant lequel Regina Daniels et Ned Nwoko sont aperçus dansant ensemble. 
Le 29 juin 2020, elle donne naissance à son premier enfant, un garcon avec Nwoko.
Le 29 juin 2022, elle donne naissance à son deuxième enfant, un garcon avec Nwoko.

## Filmographie
- 2013 : Dumebi
- 2015 : Plantain Girl
- 2015 : Python Girl
- 2015 : The Lion Girl
- 2015 : The Forest Girl
- 2015 : Dragon Mother
- 2015 : The Godess
- 2016 : The Secret Power of Ola (The Golden Fist)
- 2016 : Book of Evil
- 2016 : The Jerico
- 2016 : Spider Girl
- 2016 : Ola and the Beast
- 2016 : Destiny Child
- 2016 : Powerful Twins
- 2016 : The Female Hunter
- 2016 : Child of Mystery
- 2016 : The Ghetto Kid
- 2016 : Secret Child